# Krasnopillia (huyện)
Huyện Krasnopillia (tiếng Ukraina: Краснопільський район, chuyển tự: Krasnopillias'kyi raion) là một huyện của tỉnh Sumy thuộc Ukraina. Huyện Krasnopillia có diện tích 1351 km², dân số theo điều tra dân số ngày 5 tháng 12 năm 2001 là 33978 người với mật độ 25 người/km2. Trung tâm huyện nằm ở Krasnopillia.